# Сёренсен, Рольф
Рольф Сёренсен (дат. Rolf Sørensen, род. 20 апреля 1965 в Гладсаксе, Дания) — датский профессиональный шоссейный велогонщик. Серебряный призёр летних Олимпийских игр 1996 года в групповой гонке. Участник летних Олимпийских игр 2000 года. Победитель множества престижных велогонок и этапов Гранд Туров.

## Победы
| 1986 - Тур Дании — очковая классификация 1987 - Тиррено — Адриатико — генеральная классификация - Тур Дании — молодёжная классификация и 2-е место в общем зачёте 1989 - Тур Дании — очковая, молодёжная классификации и 2-е место в общем зачёте 1990 - Париж — Тур 1991 - Мировой шоссейный кубок UCI — 3-е место в общем зачёте 1992 - Тиррено — Адриатико — генеральная классификация - Париж — Брюссель 1993 - Милан — Турин - Круг башни Хеннингер - Льеж — Бастонь — Льеж - Тиррено — Адриатико — этап 7 - Тур Романдии — этапы 1, 2 и 6 | 1994 - Тур де Франс — этап 14 - Париж — Брюссель 1995 - Джиро д’Италия — этап 9 1996 - Тур де Франс — этап 13 - Тур Нидерландов — этап 4 и генеральная классификация - Кюрне — Брюссель — Кюрне - Тиррено — Адриатико — этап 6 - Олимпийские игры, групповая гонка — 2-е место 1997 - Тур Фландрии - Тиррено — Адриатико — этап 1 - Мировой шоссейный кубок UCI — 2-е место в общем зачёте 1998 - Тур Нидерландов — генеральная классификация - Тиррено — Адриатико — этап 5 2000 - Тур Дании — генеральная классификация |

## Статистика выступлений наГранд Турах
| Гранд Тур | 1986 | 1987 | 1988 | 1989 | 1990 | 1991 | 1992 | 1993 | 1994 | 1995 | 1996 | 1997 | 1998 | 1999 | 2000 | 2001 | 2002 |
| --------- | ---- | ---- | ---- | ---- | ---- | ---- | ---- | ---- | ---- | ---- | ---- | ---- | ---- | ---- | ---- | ---- | ---- |
| Джиро     | сход | -    | 42   | сход | 76   | сход | -    | -    | 30   | 61   | -    | -    | -    | -    | -    | -    | 124  |
| Тур       | -    | -    | -    | -    | -    | сход | сход | 70   | 19   | -    | 28   | 68   | -    | -    | -    | 141  | -    |
| Вуэльта   | -    | -    | -    | -    | -    | -    | -    | -    | -    | -    | -    | -    | 59   | сход | -    | -    | -    |

## Допинг
18 марта 2013 года в эфире датского телеканала TV2 Рольф Сёренсен признался в употреблении эритропоэтина и кортизона в 1990-х годах.